# Pedro Callol
Pedro Callol García (Madrid) es un abogado y escritor español especializado en derecho mercantil internacional y reconocido a nivel internacional en derecho de la competencia.

## Trayectoria
Callol estudió derecho y se licenció en la Universidad Complutense de Madrid, también en Madrid, se licenció en negocios en la Universidad CEU San Pablo. Continuó estudios de posgrado en Brujas, con un máster en derecho de la Unión Europea realizado en el Colegio de Europa, y con una beca del programa Fulbright, estudió en la Universidad de Chicago, en la Escuela de Derecho en 1999/2000. En ese período fue propietario de un Chrysler Le Baron del año 1987. Es abogado titulado en España y en Inglaterra y Gales, que desarrolla su trabajo a nivel internacional en inglés, francés, italiano, alemán y español. Hasta 1999 trabajó en bufetes de abogados en Madrid y Bruselas, de 1999 a 2002 trabajó en Washington, D.C. con Arnold & Porter, de 2002 a 2008 dirigió el departamento de derecho de la competencia y de la Unión Europea en la sede española de un bufete londinense, y entre 2008 y 2014 en un bufete español del que fue socio corporativo.
Desde 2014 es socio fundador y director de CallolCoca, un bufete especializado en derecho de la competencia y de la Unión Europea. Reconocido por diversas instituciones que se encargan de evaluar los bufetes de abogados y juristas a nivel internacional como Chambers, Iberian Lawyer, Global Competition Review o The Legal 500  que lo calificó como uno de los mejores bufetes de abogados especialistas en derecho de la competencia en España. También fue clasificado como uno de los ocho Thought Leaders en derecho de la competencia por Who's Who. Entre los clientes de la firma en los últimos años se encuentran Atresmedia, 20th Century Fox, Mediterranean Shipping Company, B. Braun, Wonderbox, IBM, TIB Chemicals, Industex y TripAdvisor.
Callol es autor de numerosas publicaciones especializadas, artículos y colaboraciones en obras colectivas. Es corresponsal en España de la European Competition Law Review. Participa como ponente en seminarios especializados en las facultades de derecho de universidades como la Universidad Carlos III de Madrid, la Universidad CEU San Pablo, así como en otras instituciones académicas y comerciales. Participó en 2009 en seminario El derecho de la competencia en tiempos de crisis organizado por la Fundación Rafael del Pino.
Callol es miembro del consejo asesor del American Antitrust Institute con sede en Washington D. C. Entre otros cargos de representación, Callol ejerce como presidente de la asociación de antiguos alumnos Fulbright de España y como secretario en la junta directiva de la asociación de antiguos alumnos de la Universidad de Chicago de España.

## Obras seleccionadas
- 2019 Restricciones verticales y empresas dominantes, ISBN: 9788413085555, págs. 515-528[9]
- 2018 Datos en la sociedad de la información y derecho de la competencia, ISBN: 9788491977926, págs. 239-252[10]
- 2017 Antitrust Damages Claims Under EU and National Law, ISBN: 978-953-270-110-4, págs. 523-542[11]

###### Artículos
- 2020 Investigación contra Amazon: el último aviso de la Comisión Europea a los GAFA[12]